# Esbo domprosteri

Esbo domprosteris läge i Finland.

Esbo domprosteri (finska: Espoon tuomiorovastikunta) är ett evangelisk-lutherskt prosteri i Esbo stift i Finland. Grankulla finska församlings kyrkoherde Mimosa Mäkinen är prosteriets kontraktsprost.
Ett stift är indelat i prosterier enligt Domkapitlets beslut. I prosteriet finns en kontraktsprost som väljs bland kyrkoherdarna och kaplanerna i prosteriets församlingar. Prosteriet sköter bland annat en del av förvaltningen och stöder på olika sätt församlingarna i prosteriet. 

## Församlingar
Följande församlingar tillhör Esbo domprosteri:
- Esbo domkyrkoförsamling
- Esbovikens församling
- Grankulla finska församling
- Kyrkslätts finska församling
- Allberga församling
- Olars församling
- Hagalunds församling